# 1954 في المغرب
فيما يلي قوائم الأحداث التي وقعت خلال عام 1954 في المغرب.

## الحُكم
- الملك: محمد الخامس
- الحكم للإدارة الفرنسية في المغرب الحماية الفرنسية على المغرب 1912 - 1956.

## ألأحداث
- 1954 تأسست منظمة الهلال الأسود (كانت منظمة سرية مسلحة مغربية تأسست سنة 1954 لمواجهة الحماية الفرنسية ونشطت بشكل كبير في مدينة الدار البيضاء. كان رمز تلك المنظمة هو المسدس والهلال).[1]

## كتب
من الكتب التي صدرت هذه السنة في المغرب:
- 1 يناير – صندوق العجائب من تأليف أحمد الصفريوي.

## مواليد

### يناير
- 1 يناير – عبد الله بها سياسي مغربي.
- 1 يناير – محمد البسطاوي ممثل مغربي.
- 1 يناير – يولاليا بيريز سيدينيو فيلسوفة مغربية.

### فبراير
- 10 فبراير – ربيعة الناصري
- 11 فبراير – إيلي بن دهان سياسي إسرائيلي.

### مارس
- 26 مارس – أحمد أخشيشين سياسي مغربي.
- 29 مارس – جيرار سوليه لاعب كرة قدم فرنسي.

### أبريل
- 4 أبريل – عبد الإله ابن كيران سياسي مغربي.

### مايو
- 5 مايو – دافيد ازولاي سياسي إسرائيلي.
- 12 مايو – رجاء الشرقاوي المرسلي فيزيائية مغربية.
- 28 مايو – إدريس بنهيمة مهندس فرنسي.

### يوليو
- 9 يوليو – بوشراية حمودي بيون

### أغسطس
- 18 أغسطس – عبد اللطيف معزوز سياسي مغربي.

### سبتمبر
- 22 سبتمبر – الحسين الوردي سياسي مغربي.
- 25 سبتمبر – إدريس لشكر سياسي مغربي.

### أكتوبر
- 14 أكتوبر – مردخاي فعنونو تكنولوجي إسرائيلي.

### نوفمبر
- 28 نوفمبر – أمينة بن خضراء سياسية مغربية.

### ديسمبر
- 24 ديسمبر – محمد الأمين الصبيحي سياسي مغربي.

### يونيو
- 18 يونيو – محمد الزرقطوني (مواليد 1927)